# Берман Харитон Абрамович
Харитон Абрамович Берман (17 листопада 1923, Рівне — 21 серпня 2007) — український лікар-кардіолог, лікар-терапевт вищої категорії, громадський діяч і журналіст єврейського походження. Був постійним кореспондентом газет «Форвардс», «Лецте наес», «Біробіджанер штерн», «Совєтіш геймланд», «Ді ідіше гас», «Ідіше ворт», «Ейнікайт», «Єврейський Оглядач», «ВЕК», «Відродження» та інших. Головний кардіолог Білої Церкви. Відтворювач єврейської громади міста Біла Церква. Двічі депутат Білоцерківської міськради, член президії Єврейської ради України, член Ради регіонів Єврейської Конфедерації України, член Об'єднаної єврейської общини України, заступник президента Київської обласної громади, член Світового координаційного комітету БУНД, заслужений діяч ЄСУ. Голова Білоцерківської міської єврейської громади, «Єврейський журналіст року». Почесний громадянин міста Біла Церква.

## Біографія
17 листопада 1923 року в Рози Берман і Абрама Бермана народився син Харитон. У будинку його батьків вечорами збиралися представники єврейської інтелігенції, дотримувалися єврейських традицій. Хлопчик ріс і виховувався в атмосфері єдності єврейського народу. Попри те, що він навчався в польській гімназії, він самостійно взявся за вивчення їдишу. Закінчивши школу Харитон Берман вступив до Сталінградського медичного інституту, але закінчити не встиг через початок німецько-радянської війни. Під час підходу німецької армії до Сталінграда Харитон Абрамович добровольцем пішов на фронт. Незважаючи на кілька бойових поранень він пройшов від Сталінграда до Праги. Батьки, разом з іншими євреями міста, загинули в окупованому Рівному 1941 року.
За участь у війні він отримав ордени та медалі. Після війни він став інвалідом, закінчив Київський медичний інститут, а з 1953 року переїхав жити жив до Білої Церкви. Одружився з Софією Марківною. Там він пройшов шлях від дільничного лікаря, завідувача терапевтичного відділення до головного кардіолога міста і голови науково-терапевтичного товариства Білої Церкви.
З 1953 по 1998 рік пропрацював у 1-й і 2-й білоцерківських лікарнях терапевтом і кардіологом. Одночасно з роботою лікарем він брав активну участь у громадському житті міста та єврейської громади. Зокрема 1998 року він організував і очолював товариство єврейської культури ім. Шолом-Алейхема. Шолом-Алейхема. Одночасно з цим він став головою єврейської громади міста Біла Церква.
У професійному плані він був обраний головою терапевтичного товариства Білої Церкви. 17 листопада 2003 року за великий внесок у розвиток міста, значні заслуги перед громадою міста, за активну громадську діяльність, рішенням виконкому Білоцерківської міськради йому було надано звання «почесний громадянин Білої Церкви».
З особистої ініціативи Харитона Бермана в Білій Церкві почали функціонувати щоденна і недільна єврейські школи, бібліотека, дитячий садок, жіночий клуб, єврейський театр «Гуте фрайнт» та інші організації.
З 1989 року був делегатом усіх єврейських з'їздів.
Святкування 80-річного ювілею відбулося у величезному залі Палацу культури «Сельмашовець».
Помер 21 серпня 2007 року.

## Членство
- Член редколегій газети «Відродження, XXI століття».[4]
- Член редколегій газети «Дос ідише Ворт», що видається у Варшаві.[4]
- Член Ради регіонів Єврейської конфедерації України.[4]
- Член Ради регіонів Об'єднаної єврейської общини України.[4]
- Віцепрезидент Київської єврейської обласної громади.[4]

## Публікації
Писав російською, українською, їдишем та івритом. Серед публікацій:
- Той, що перейшов ріку : пам’яті Григорія Полянкера
- УКРАИНСКАЯ НАЦИОНАЛЬНАЯ РЕВОЛЮЦИЯ И ЕВРЕИ Архівовано листопад 25, 2020 на сайті Wayback Machine.
- НЕЗАБЫВАЕМЫЕ ДНИ ПРЕБЫВАНИЯ ВЛАДИМИРА ЖАБОТИНСКОГО В РОВНО
- МЫ, ЕВРЕИ, ВЕЧНЫ…
- В ПАМЯТЬ 0 НЕМИРОВСКОЙ РЕЗНЕ
- АВРААМ КАРПИНОВИЧ: «БЫЛО, БЫЛО КОГДА-ТО ВИЛЬНО» Архівовано вересень 25, 2017 на сайті Wayback Machine.